# Hoplopyga ruteri
Hoplopyga ruteri är en skalbaggsart som beskrevs av Franz Antoine 2008. Hoplopyga ruteri ingår i släktet Hoplopyga och familjen Cetoniidae. Inga underarter finns listade i Catalogue of Life.